# Milan Šmehýl
Milan Šmehýl (9. ledna 1954 – 17. května 2018) byl slovenský fotbalista, obránce. Byl akcionářem společnosti DOXX, a. s. Od roku 2019 organizuje Oblastní fotbalový svaz v Žilině na závěr fotbalové sezóny turnaj pro místní kluby zvaný Memoriál Milana Šmehýla.

## Fotbalová kariéra
V československé lize hrál za ZVL Žilina. Nastoupil ve 119 utkáních a dal 1 gól. Ve druhé lize hrál i za ZZO Čadca.

## Ligová bilance
| Ročník                                        | Zápasy | Góly |            |
| --------------------------------------------- | ------ | ---- | ---------- |
| 1. československá fotbalová liga 1976/1977    | 27     | 1    | ZVL Žilina |
| 1. československá fotbalová liga 1977/1978    | 15     | 0    | ZVL Žilina |
| 1. slovenská národní fotbalová liga 1980/1981 | 30     | 0    | ZVL Žilina |
| 1. slovenská národní fotbalová liga 1981/1982 | 29     | 2    | ZVL Žilina |
| 1. československá fotbalová liga 1982/1983    | 26     | 0    | ZVL Žilina |
| 1. československá fotbalová liga 1983/1984    | 30     | 0    | ZVL Žilina |
| 1. československá fotbalová liga 1984/1985    | 21     | 0    | ZVL Žilina |
| 1. slovenská národní fotbalová liga 1986/1987 | 26     | 0    | ZZO Čadca  |
| 1. slovenská národní fotbalová liga 1987/1988 | 23     | 0    | ZZO Čadca  |
| CELKEM 1. liga                                | 119    | 1    |            |